# Glaessneropsoidea
Super-famille
Les Glaessneropsoidea forment une super-famille éteinte de crabes du Crétacé et du Jurassique. Elle comprend quatre familles.

## Liste des familles
- † Glaessneropsidae Patrulius, 1959
- † Lecythocaridae Schweitzer & Feldmann, 2009
- † Longodromitidae Schweitzer & Feldmann, 2009
- † Nodoprosopidae Schweitzer & Feldmann, 2009

## Référence
- Patrulius, 1959 : Contribution à la systématique des Décapodes néojurassiques. Revue de Géologie et Géographie, vol. 3, p. 249–257.

## Source
- (en) De Grave & al., 2009 : A Classification of Living and Fossil Genera of Decapod Crustaceans. Raffles Bulletin of Zoology Supplement, n. 21, p. 1-109.